# 장가행 (만화)
《장가행》은 중국의 만화가 샤다로 만화.중국 만화 잡지 《만유》와 슈에이 샤의 월간 청년 만화 잡지 《울트라 점프》로 연재되고 있었다.

## 줄거리 개요
때는 7세기 초기 당나라가 중국을 통일하고 그 판도를 지속적으로 확대하는 시대. 이장가는 당나라의 건국 황제 당 고조의 손녀. 그러나 아버지 황태자였던 이건성의 가족은 삼촌 당 태종에 몰살되고 난을 피한 것은 장가 뿐이었다. 제위(帝位)에 오른 삼촌 당 태종에 대한 복수를 맹세 장가에 가혹한 운명이 기다리고 있었다.

## 인물

### 주요 인물
이장가(李長歌)
아사나준(阿史那隼)

### 기타
목금(穆金)
미미고려(彌彌古麗)
아두(阿竇)
서풍(緒風)
공손항(公孫恆)
진고(秦古)
위징
방현령
두여회
당 태종
이건성
라예(羅藝)
일릭 카간
원낭(媛娘)
이순풍(李淳風)
정담진인(靜澹真人)
손사막(孫思邈)
사도랑랑(司徒郎郎)
호도(皓都)